# IC 2587
IC 2587 — галактика типу E/SB0 () у сузір'ї Насос.
Цей об'єкт міститься в оригінальній редакції індексного каталогу.